# Myrna Hansen
Myrna Hansen (Chicago, 5 agosto 1934) è una modella e attrice statunitense, incoronata Miss USA nel 1953.

## Biografia
Dopo aver vinto il concorso Miss Illinois, Myrna Hansen divenne la prima rappresentante dell'Illinois a vincere il titolo di Miss USA. In seguito rappresentò gli Stati Uniti a Miss Universo, dove conquistò il secondo posto.
Dopo l'anno di regno, Myrna Hansen intraprese una carriera di attrice che continuò sino agli anni settanta e le diede la possibilità di partecipare a vari film come Yankee Pascià (1954), Magnifica ossessione (1954), Tre americani a Parigi (1954), L'uomo senza paura (1955), Francis in the Navy (1955) e La maschera di porpora (1955).

## Filmografia parziale

### Cinema
- The All American, regia di Jesse Hibbs (1953)
- Yankee Pascià (Yankee Pasha), regia di Joseph Pevney (1954)
- Gli avvoltoi della strada ferrata (Rails Into Laramie), regia di Jesse Hibbs (1954)
- Ragazze audaci (Playgirl), regia di Joseph Pevney (1954)
- Magnifica ossessione (Magnificent Obsession), regia di Douglas Sirk (1954)
- Tre americani a Parigi (So This Is Paris), regia di Richard Quine (1954)
- L'uomo senza paura (Man Without a Star), regia di King Vidor (1955)
- Il culto del cobra (Cult of the Cobra), regia di Francis D. Lyon (1955)
- La maschera di porpora (The Purple Mask), regia di H. Bruce Humberstone (1955)
- Francis in the Navy, regia di Arthur Lubin (1955)
- Quella che avrei dovuto sposare (There's Always Tomorrow), regia di Douglas Sirk (1956)
- I gangster del ring (World in My Corner), regia di Jesse Hibbs (1956)
- L'albero della vita (Raintree County), regia di Edward Dmytryk (1957)
- Il dominatore di Chicago (Party Girl), regia di Nicholas Ray (1958)
- Tutte le ragazze lo sanno (Ask Any Girl), regia di Charles Walters (1959)
- Ciao, Charlie (Goodbye Charlie), regia di Vincente Minnelli (1964)
- Black Caesar - Il Padrino nero (Black Caesar), regia di Larry Cohen (1973)

### Televisione
- The People's Choice – serie TV, 1 episodio (1955)
- The George Burns and Gracie Allen Show – serie TV, 3 episodi (1955-1956)
- L'uomo ombra (The Thin Man) – serie TV, episodi 1x02-2x22 (1957-1959)
- Hawaiian Eye – serie TV, episodio 1x16 (1960)
- Indirizzo permanente (77 Sunset Strip) – serie TV, episodio 2x33 (1960)
- Westinghouse Desilu Playhouse – serie TV, episodio 2x16 (1960)
- Streightaway – serie TV, 1 episodio (1962)
- Kraft Mystery Theater – serie TV, 1 episodio (1962)
- La fattoria dei giorni felici (Green Acres) – serie TV, 1 episodio (1971)